# Fabiola Forteza
Pour les articles homonymes, voir Forteza.

a Compétitions nationales et continentales officielles uniquement.

b Matchs officiels uniquement.
Fabiola Forteza, née le 4 août 1995 à Montréal (Canada), est une joueuse internationale canadienne de rugby à XV évoluant au poste de troisième ligne aile.
Avec le Stade bordelais, elle est triple championne de France, en 2023, 2024 et 2025.

## Biographie
Fabiola Forteza naît le 4 août 1995 à Montréal au Canada, d'un père argentin. La famille déménage quand elle a neuf ans dans la ville de Québec. Dès 2014, elle est sélectionnée en équipe nationale des moins de 20 ans. Elle est diplômée de l'Université Laval en kinésiologie, spécialisée en nutrition. Elle joue pour le Rouge et Or de l'Université Laval ainsi que le Club de Rugby de Québec. En 2019, elle remporte le premier titre national universitaire de l'histoire du Rouge et Or, aux côtés notamment de Justine Pelletier.
En 2020, elle fait partie du contingent de joueuses québécoises qui partent jouer en France à la suite de l'annulation des compétitions au Canada pour cause de pandémie de Covid-19 : elle rejoint le Stade bordelais en compagnie de ses compatriotes Andréanne Valois, Justine Pelletier, Marie Thibault et Alexandra Tessier.
En 2021, Fabiola Forteza est au nombre des joueuses qui déposent une plainte auprès des instances canadiennes de rugby pour dénoncer un climat de harcèlement, de violence psychologique et d'intimidation au sein de l'équipe nationale. L'enquête conduit à la démission de l'entraîneur en chef en avril 2021.
En 2022, elle est sélectionnée avec le Canada pour disputer la Coupe du monde en Nouvelle-Zélande. Son équipe va jusqu'en demi-finale .
Avec son équipe du Stade bordelais, elle remporte le Championnat de France : elle participe notamment à la finale victorieuse des Lionnes contre le club de Blagnac Rugby le 10 juin 2023, qui clôt une saison de douze victoires en treize matchs.
À l'automne de cette même année, Fabiola Forteza participe en Nouvelle-Zélande au WXV sous les couleurs du Canada. Au printemps 2024, elle est retenue pour participer à la Pacific Four Series, compétition au cours de laquelle le Canada bat les États-Unis, l'Australie et la Nouvelle-Zélande. Au mois de juin, elle est à nouveau championne de France après une victoire en finale face à l'ASM Romagnat.
En 2024-2025, elle est rappelée en sélection pour disputer le WXV, puis la Pacific Four Series. Le 31 mai 2025, elle remporte un troisième titre national consécutif, contre le Stade toulousain.

## Palmarès

### En club
- Finaliste du Championnat universitaire canadien en 2017.
- Vainqueur du Championnat universitaire canadien en 2019.
- Vainqueur du Championnat de France en 2023, 2024 et 2025.

### En équipe nationale
- Vainqueur de la Pacific Four Series en 2024.

### Distinctions
- Élue athlète universitaire québécoise de l'année en 2016[19] et 2019[20]